# Eudoxia Dmítrievna

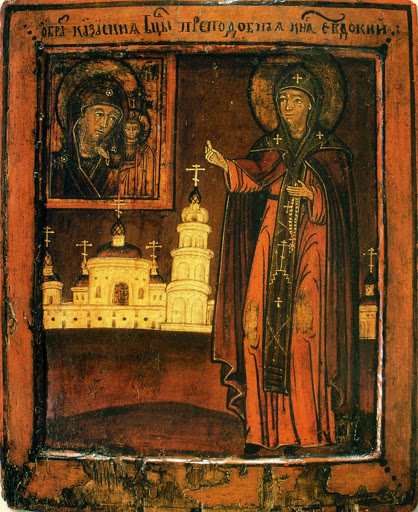
Ícono de Santa Eudoxia.

Eudoxia Dmítrievna o Eudoxia de Moscú, en ruso Евдокия Дмитриевна (Yevdokiya Dmítrievna, ? - 1407), santa rusa, fue Gran Princesa de Moscú, esposa se Dmitri Donskói y madre de Basilio I de Moscú.

## Biografía
Fue hija de Dmitri Konstantínovich Príncipe de Súzdal, de Nizhni Nóvgorod y de sus esposa Vasilisa de Rostov. Contrajo matrimonio en el año 1366 con el Gran Príncipe de Moscú Dmitri Donskói. 
El matrimonio era más que nada una alianza de Moscú con Súzdal. En el año 1382, se queda sola en la ciudad, embarazada y lejos de su marido, mientras el ejército de Kan Toqtamish se acercaba. Después del nacimiento de su hijo Andréi Dmítrievich, trató de huir de Moscú pero fue hecha prisionera y sólo le permitieron escapar después de largas negociaciones.
Fervientemente cristiana, tenía como consejero espiritual al Metropolita de Moscú, Alejo I y a Sergio de Rádonezh, quien también fue padrino de su primogénito. Durante su vida se empeñó en la construcción de lugares santos. El año 1387 fundó el Convento de la Asunción en el Kremlin y en 1393 la Iglesia de la Natividad de la Virgen (Церковь Рождества Богородицы), cuya fiesta se celebra el mismo día de la victoria de la Batalla de Kulikovo de Dmitri Donskói sobre los tártaros. Después, el año 1395, fue pintado el famoso icono del Arcángel Gabriel y más tarde, el icono de la Catedral del Arcángel en el Kremlin.
Al morir su marido, de sólo 39 años, Eudoxia se sumerge en el fervor religioso. Sus contemporáneos cuentan que llevaba cilicios bajo su capa real y que había sido bendecida con el don de la curación.
En el año 1397, después de terminar de criar a sus cinco hijos (un sexto murió) Eudoxia se retiró en el Monasterio de la Ascensión del Kremlin. Pocos años después tomó los votos con el nombre de Eufrosinia. Murió en el año 1407.
Es venerada como Santa por la Iglesia Ortodoxa que la conmemora los días 17 de mayo y 7 de julio.
- Datos: Q2624015
- Multimedia: Eudoxia of Suzdal, Grand Duchess of Moscow / Q2624015